# Victime par ricochet
 (mars 2019).
Si vous disposez d'ouvrages ou d'articles de référence ou si vous connaissez des sites web de qualité traitant du thème abordé ici, merci de compléter l'article en donnant les références utiles à sa vérifiabilité et en les liant à la section « Notes et références ».
Pour les articles homonymes, voir Ricochet.
Une victime par ricochet est un tiers qui subit un préjudice résultant d'un dommage premier lequel a atteint une victime principale.

## Cadre légal
Le caractère d'une « victime par ricochet » ne doit pas être confondu avec celui de la victime. Il peut arriver pourtant que ces caractères se cumulent, par exemple lors d'un décès : la famille peut être considérée victime par ricochet de la perte du père de famille (par exemple s'il était le seul contributeur financièrement), tout comme elle acquiert cumulativement la qualité de représentant du défunt. Tout comme la victime directe dans un accident de la route, la victime indirecte dite la victime par ricochet sera indemnisée (en France) sur le fondement de la Loi Badinter.

### Préjudice
Les termes de « préjudice par ricochet » et de « dommage réfléchi » sont synonymes.
Le préjudice subi par ricochet peut être moral ou matériel, et découle des dommages causés à la victime directe.
Comme tout préjudice, la victime par ricochet doit cumuler quatre traits :
- préjudice personnel (par ricochet) ;
- préjudice certain ;
- préjudice direct ;
- préjudice légitime.

De nombreuses législations y font référence (France, Canada, Luxembourg...).

### Jurisprudence
En France, le préjudice d’affection subi par ricochet par les proches a été consacré par un arrêt de la chambre civile de cassation le 13 février 1923.
Depuis, le lien d'affection est étendu à toute personne pouvant justifier de liens forts avec la victime principale, même en dehors d'un cadre légal (concubins, fiancés...). Cependant l'indemnisation financière des victimes par ricochet reste toujours moins évidente.
Néanmoins la cour de cassation est intervenue en 2017 et a répondu par l'affirmative à la question de savoir si une victime par ricochet pouvait obtenir cumulativement d’une part, une indemnisation au titre des souffrances endurées et au titre du déficit fonctionnel permanent (par exemple préjudice sexuel), et d’autre part, une indemnisation du préjudice d’affection dans le même temps.

## Recours et indemnisations
Les principales applications des victimes par ricochet sont dans le cadre d'accidents de la route, mais également dans le cadre de décès, ou plus généralement tout type d'accident.
Les indemnisations peuvent être soit directement liées au patrimoine perdu de la victime par ricochet, soit être une fraction de l'indemnisation de la victime principale.

## En droit québécois
En droit québécois, depuis l'arrêt Regent Taxi, la notion de victime par ricochet est interprétée de façon large, de sorte qu'il suffit de faire la preuve d'un lien d'attachement suffisant avec la victime pour se qualifier de victime par ricochet. Sous l'empire du Code civil du Bas-Canada, la situation était différente, car un courant jurisprudentiel avait tendance à limiter la reconnaissance des victimes par ricochet aux ascendants, aux descendants et au conjoint de la victime. De nos jours, le Code civil du Québec ne laisse plus de place à une telle interprétation restrictive.
Dans l'arrêt Montréal (Ville) c. Dorval de 2017, la Cour suprême du Canada reconnaît que lorsque la victime immédiate décède après avoir subi un préjudice corporel, les victimes par ricochet peuvent alléguer dans une poursuite qu'elles ont elles aussi subi un préjudice corporel. Cela permet d'étendre la prescription à trois ans (plutôt que six mois) dans une poursuite contre une municipalité, en vertu de l'article 2930 C.c.Q. Dans la qualification du préjudice subi par la victime par ricochet, la Cour suprême applique la maxime l'accessoire suit le principal, car elle considère qu'il faut rechercher l'atteinte initiale plutôt que les conséquences de l'atteinte, ce qu'elle avait déjà dit auparavant dans l'arrêt Cinar de 2013. 